# Mauro Richeze
Mauro Abel Richeze Araquistain (* 7. Dezember 1985 in Buenos Aires) ist ein argentinischer Radrennfahrer.

## Sportliche Karriere
Mauro Richeze gewann 2005 eine Etappe beim Rennen 500 Millas del Norte und wurde Dritter der Gesamtwertung. In der Saison 2006 gewann er ein Teilstück beim Rennen Clásica del Oest-Doble Bragado und auch 2007 war er dort einmal erfolgreich. Außerdem gewann er 2007 die italienischen Eintagesrennen Popolarissima di Treviso, San Giovanni Valdarno und Astico Brenta.
2008 war Richeze für das Professional Continental Team CSF Group-Navigare auf dem neunten und letzten Teilstück der Tour de Langkawi erfolgreich. In den folgenden Jahren gelangen ihm mehrfach Etappenerfolge bei Rundfahrten wie der Tour de Korea, der Vuelta Ciclista al Uruguay, der Serbien-Rundfahrt sowie bei der Flèche du Sud. 2012 wurde er Zweiter beim Straßenrennen der Panamerikameisterschaften, 2016 argentinischer Meister im Straßenrennen. 2013 wurde er gemeinsam mit Maximiliano Richeze, Walter Pérez und Eduardo Sepúlveda Panamerikameister in der Mannschaftsverfolgung auf der Bahn.
Auch seine Brüder Adrian, Roberto und Maximiliano sind Radrennfahrer.

## Erfolge

### Straße
2008
- eine Etappe Tour de Langkawi

2011
- eine Etappe Vuelta Ciclista al Uruguay

2012
- Panamerikameisterschaft – Einzelzeitfahren
- eine Etappe Tour de Korea
- eine Etappe Tour de Kumano

2013
- zwei Etappen Mzansi Tour
- eine Etappe Flèche du Sud
- zwei Etappen Serbien-Rundfahrt

2015
- zwei Etappen Vuelta Ciclista a Costa Rica

2016
- eine Etappe Vuelta a la Independencia Nacional
- Argentinischer Meister – Straßenrennen

2017
- eine Etappe Vuelta Ciclista al Uruguay
- eine Etappe und Punktewertung Vuelta Ciclista de Chile

### Bahn
2013
- Panamerikameister – Mannschaftsverfolgung (mit Maximiliano Richeze, Walter Pérez und Eduardo Sepúlveda)